# Łosie (przystanek kolejowy)
Łosie (biał. Ласі, ros. Лоси) – przystanek kolejowy w miejscowości Łosie, w rejonie mołodeczańskim, w obwodzie mińskim, na Białorusi.